# Группа 28 большевиков
Группа 28 большевиков (кит. 二十八个布尔什维克) — неформальная группа в Коммунистической партии Китая, игравшая значительную роль в политической жизни партии на рубеже 1920-30 годов.

## История
Группа зародилась в среде студентов КУТК им. Сунь Ятсена. Группа представляла собой общую идеологическую позицию и не была формальной фракционной организацией: её сторонники рассматривали себя как истинных марксистов и выступали за изменение направления развития Китайской революции. Шэн Юэ утверждал, что «28 большевиков родились и выросли в политической борьбе в Москве» накануне и во время десятидневного партийного собрания в КУТК в июне 1929 года, однако высказываются сомнения как в составе самой группы (член делегации КПК в Исполкоме Коминтерна Дэн Чжунся говорил о наличии в УТК «27 большевиков»), так и о целесообразности употребления самого названия.
После возвращения в Китай в 1930 лидеры группы будто бы при поддержке Павла Мифа участвовали в отстранении от руководства КПК Ли Лисаня и его сторонников на 4-м пленуме ЦК КПК 6-го созыва в январе 1931 года, затем «полностью поставили высшие органы партии под свой контроль». В действительности, Ван Мин исполнял обязанности Генерального секретаря ЦК КПК именно по решению этого пленума ЦК, а Бо Гу занимал этот пост с 1932 по 1935. «Большевики» проводили интернационалистскую, прокоминтерновскую политику и боролись как с левым («лилисаневщина»), так и с правым и националистическим уклонами (Мао Цзэдун) в КПК.
В ходе «Великого похода» коммунистов, отступающих из Центрального советского района Китая по причине военно-тактических ошибок Бо Гу и Ли Дэ (Отто Браун) под ударами войск Гоминьдана, Мао Цзэдун, прибегая к интригам и демагогии, сумел повысить своё влияние на некоторую часть войск КПК. На конференции партии в Цзуньи в январе 1935 года группа «28 с половиной большевиков» была расформирована, а её ключевые члены, такие как Чжан Вэньтянь, Ван Цзясян и Ян Шанкунь временно перешли на позиции Мао Цзэдуна. Мао сумел захватить у Бо Гу пост главы Военного совета и занял его место.
В ходе «Движения за упорядочение стиля» (1941—1945) в партийной работе (чжэнфын) бывшие члены группы «28 с половиной большевиков» обвинялись в «левом оппортунизме» и догматизме, подвергались критике и лишению постов.

## Фотогалерея
- Ван Мин
- Бо Гу
- Чжан Вэньтянь
- Ван Цзясян
- Ян Шанкунь
- Чэнь Чанхао
- Чжан Циньцю
- Кай Фэн
- Ся Си
- Шэнь Цзэминь

## Состав
В состав группы «28 с половиной большевиков» включались, обычно: Ван Мин и его жена Мэн Циншу (孟庆 树); Бо Гу; Чжан Вэньтянь; Ван Цзясян; Ян Шанкунь; Чэнь Чанхао с женой Ду Цзосян (杜作祥); Шэнь Цзэминь и его жена Чжан Циньцю; Кай Фэн; Ся Си; Хи Цзишу (何 子 述); Шэн Чжунлян (盛忠亮); Ван Баоли (王宝礼); Ван Шэнъюн (王盛荣); Ван Юньчэн; Чжу Агень (朱 阿根); Чжу Цзышунь (朱自舜, женщина); Сунь Цзимин (孙济民); Сун Паньминь (宋盘民); Чэнь Юаньдао (陈 原 道); Ли Чжоушэн (李竹 声); Ли Юаньцзе (李元杰); Ван Шэнди (汪 盛 荻); Сяо Тефу (肖特 甫); Инь Цзянь (殷鉴); Юань Цзяюн (袁家 镛). Дополнительно к ним может быть отнесен Сюй Исинь (徐 以 新) с его малолетством (ему в начале этой истории было всего 16 с1/2 лет), поэтому группа также известна как «28 с половиной большевиков».
Судьбы членов группы «28 большевиков» сложилась по-разному:
- Ван Цзясян (1906—1974) стал зав. международным отделом ЦК КПК, некоторое время служил послом КНР в Советском Союзе. Умер в годы «культурной революции».
- Ван Баоли, Чжу Цзушунь, Ли Юаньцзе и Ду Цзосян не участвовали в работе КПК, их судьбы неизвестны.
- Ван Мин в 1930-е годы практически возглавлял центральные органы Коммунистической партии Китая, оппонировал Мао Цзэдуну. После образования КНР дважды выезжал в СССР (последний раз в начале 1956 г.); где прожил до конца жизни.
- Ван Шэнди и Чжу Агень, несмотря на то, что занимали руководящие должности, покинули ряды Коммунистической партии Китая.
- Ван Шэнъюн, член партийного органа при ЦК КПК — Центральной военной комиссии Китайской Советской республики. Пережил войну и чистки. Скончался 1 сентября 2006 года в возрасте 99 лет.
- Ван Юньчэн работал партийным секретарем в провинции Цзянсу. Арестован гоминьданом и работал с Ли Чжоушэном в тайной полиции.
- Инь Цзянь арестован Гоминьданом в годы «мобилизации» в Северном Китае. Был казнен.
- Кай Фэн (1906—1955) был зам. зав. отделом пропаганды ЦК КПК, руководителем Партийной школы при Центральном Комитете КПК.
- Ли Чжоушэн (1903—1973) после возвращения Ван Мина в Москву в 1931 году был переведен в Политбюро КПК, возглавил секретариат горкома КПК в Шанхае. Позже был арестован, перешел к Гоминьдану. После поражения Гоминьдана, в 1951 году, Ли был арестован коммунистами в Шанхае и в 1973 году скончался в тюрьме после 22 лет заключения.
- Сун Паньминь работал с Чжан Гуотао. Был политкомиссаром 9-й дивизии 3-й армейской группы Красной армии в западном Хубэе. Был казнен после выступлений против проведений чисток в Советских района Китая, совершенных Ся Си.
- Сун Цзимин, один из основателей КПК, был арестован и перешел к Гоминьдану вместе с Ван Юньчэном.
- Сюй Исинь (1911—1994) работал в 4-й армейской группе Красной армии. Пережил войну и партийные чистки. После создания Китайской Народной Республики Сюй занимал должность посла Китайской Народной республики в Албании (1954—1957), Норвегии (1958—1962), Сирии (1962—1965) и Пакистане (1979—1982). Умер в 1994 году.
- Ся Си был отправлен в Хунань для проведения чисток в армии, в результате которых погибли более трёх тысяч солдат Красной армии. Позднее был отнесен к врагам народа. Возможно, поэтому никто не пришел ему на помощь, когда он упал в реку и утонул.
- Хэ Цзышу работал в Северо-Китайском бюро КПК. Казнен гоминьданом в 1929 году.
- Чжан Циньцю (1904—1968), жена Шэн Цземиня. После смерти Шэна вышла замуж за Чэнь Чанхао. Её часто считают единственной «женщиной-генералом» Красной армии. Однако официально не имела никаких воинских званий. С 1949 года была заместителем министра текстильной промышленности КНР. В годы «культурной революции» покончила жизнь самоубийством — выпрыгнула из окна.
- Чэнь Чанхао (1906—1967) после возвращения из Москвы работал Нач. политотдела 4-го корпуса Красной армии Китая, стал известным языковед-русистом (автор русско-китайского словаря и зам. зав. Бюро перевода и редактирования произведений Маркса-Энгельса-Ленина-Сталина) и историком КПК, покончил жизнь самоубийством в годы «культурной революции».
- Чэнь Юаньдао (1902—1933) был назначен руководителем организации КПК в провинциях Цзянсу и Хэнань. Арестован и казнен гоминьданом в Нанкине.
- Шэн Чжунлян (Шэн Юэ) занимал пост заместителя секретаря бюро при ЦК КПК. Став предателем, уехал в США, написал книгу воспоминаний об учебе в Москве в Коммунистическом университете трудящихся Китая.
- Шэнь Цзэминь (1900—1933), младший брат писателя Мао Дуня, работал с одним из основателей КПК, политкомиссаром 4-м корпусом Красной армии Китая Чжан Готао в 4-м фронте Красной армии. После ухода Красной армии в «Великий поход» , Шэнь остался на коммунистической базе в провинции Аньхуэй и в 1933 году умер от туберкулеза.
- Юань Цзяюн (1905—1991) был секретарем провинциального комитета партии в провинции Цзянсу. После ареста в 1934 году перешел к Гоминьдану, работал в тайной полиции. После образования КНР последовательно работал профессором Шанхайского института финансов и экономики, членом НПКСК провинции Цзилинь.
- Ян Шанкунь пережил чистки, репрессии в годы «культурной революции». Один из «Восьми бессмертных КПК». Председатель Китайской Народной Республики с 1988 по 1993 гг., 1-й заместитель председателя Военного совета ЦК КПК с 1989 г., заместитель председателя Постоянного комитета Всекитайского собрания народных представителей в 1980—1988 гг., с 1989 г. — заместитель председателя Центрального военного совета КНР.